# Hyochang-dong
Hyochang-dong (koreanska: 효창동) är en stadsdel i stadsdistriktet Yongsan-gu i Sydkoreas huvudstad Seoul.  